# Hermann Scherer
Hermann Scherer  (Rümmingen, 8 de fevereiro de 1893—Basileia, 13 de maio de 1927) foi um pintor e escultor suíço, adscrito ao expressionismo. 
Em 1907 iniciou em Lörrach uma aprendizagem como canteiro. De 1910 a 1919 trabalhou em Basileia com os escultores Carl Gutknecht, Otto Roos e Carl Burckhardt. 
Uma influência decisiva no seu desenvolvimento artístico foi a visita em 1920 à exposição de Edvard Munch na Kunsthaus de Zurique e o conhecimento de Ernst Ludwig Kirchner. 
Em 1924 participou na exposição de arte alemão recente em Stuttgart com três das suas esculturas de madeira. Esse ano fundou com Albert Müller, Paul Camenisch e Werner Neuhaus o grupo de artistas Rot-Blau, expondo no Círculo de Belas Artes de Basileia em 1925 e na Exposição Internacional de Arte de Dresde de 1926. Em 1927 enfermou gravemente e faleceu em  13 de maio. A Kunsthalle de Basileia lembrou o artista ao ano seguinte com uma exposição, que presentou mais de 200 das suas obras.